# Sandomierz (stacja kolejowa)
Sandomierz – stacja kolejowa położona na prawym brzegu Wisły, w Sandomierzu, w województwie świętokrzyskim, w Polsce. Dworzec kolejowy znajduje się w pobliżu skrzyżowania dróg na Stalową Wolę (DK77) i na Tarnobrzeg (DW723). Dawniej była to ważna stacja z dużą liczbą przejeżdżających pociągów osobowych oraz pospiesznych.

## Ruch pasażerski
| Rok  | Wymiana pasażerska na dobę |
| ---- | -------------------------- |
| 2017 | 50-59                      |
| 2022 | 50-99                      |

## Historia
W październiku 2004 roku poczekalnia dworca została zamknięta, a w grudniu 2006 roku zawieszono kursowanie pociągów osobowych pozostawiając tylko ruch towarowy. Podczas powodzi w 2010 roku cała infrastruktura stacji wraz z przyległymi szlakami do Furman, Sobowa oraz Zalesia Gorzyckiego znalazła się pod wodą. Jeszcze w tym samym roku została częściowo przywrócona do użytku.
11 grudnia 2011 roku przywrócono kursowanie pociągów osobowych przez Sandomierz (pociąg TLK relacji Przemyśl Główny – Warszawa Wschodnia) a od grudnia 2012 roku pojawiły się bezpośrednie pociągi na trasie Przemyśl Główny – Gdynia Główna. Od sierpnia do listopada 2013 roku na stacji w Sandomierzu i odcinku linii kolejowej Sobów – Sandomierz – Zalesie Gorzyckie wykonano prace modernizacyjne polegające na m.in. wymianie torów, sieci trakcyjnej, peronów i urządzeń sterowania ruchem kolejowym.
W 2016 roku przez Sandomierz kursowały pociągi łączące miasto z Warszawą Zachodnią i Przemyślem.
Od stacji odchodzą czynne bocznice kolejowe do huty szkła Pilkington Polska i do wytwórni pasz Dossche.